# Gètes
Pour un article plus général, voir Thraces.
Gètes (Γέται, au singulier Γέτης) est un nom grec donné de manière assez floue par les Grecs et les historiens de l'Antiquité à des peuples vivant alors dans l'espace carpato-danubien-pontique, des Tatras à l'Égée et dont certains (les Thynes et Bithynes) étaient passés en Asie Mineure. Les vestiges de l'âge du bronze que l'on trouve aujourd'hui en Bulgarie, Roumanie, Moldavie, Serbie, Macédoine, Grèce et Turquie leur sont attribués.

## Définition
Les Thraces sont signalés à l'âge du fer (environ 800 av. notre ère – 106 ap. J.-C.) : entre autres, Hérodote et Pline l'Ancien citent les « Istrogètes » de la Scythie mineure et les Tyragètes de la Scythie majeure, présents au Ve siècle avant notre ère autour des bouches du Danube, comme branches du peuple thrace. Strabon et Ptolémée citent également les Daces et/ou Gètes comme faisant partie des Thraces. Ils sont aussi parfois reliés à un peuple scythique, les Massagètes.

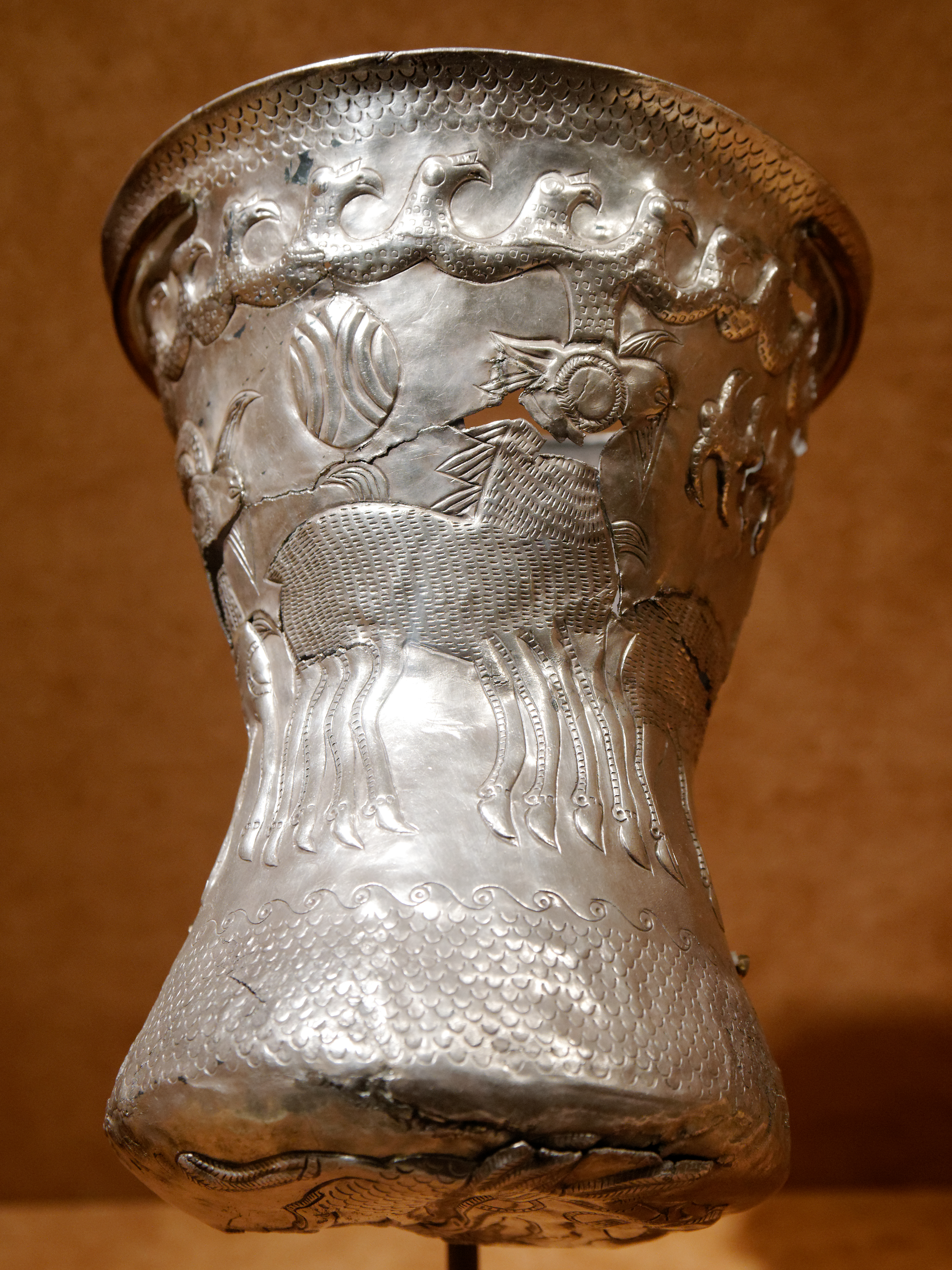
Coupe « gète » en argent à décor zoomorphe,, Metropolitan Museum of Art.

Les Scordices, les Bastarnes (confédération celto-daco-gètes), les Goths et les Gépides (peuples germaniques) ainsi que les Carpes (peuple daco-gètes) apparaissent dans les sources historiques sur les mêmes territoires que les « Gètes » peu de temps après que ces derniers ne soient plus mentionnés. Jordanès, lui-même d'origine gothique, place son Histoire des Goths (De origine actibusque Getarum) dans la continuité de celle des Gètes.
La signification du nom « Gètes » est discutée entre les historiens modernes :
- Hérodote d'Halicarnasse a inauguré l'opinion « inclusive » selon laquelle la majorité des historiens pensent qu'il s'agit de trois dénominations d'un même peuple « le plus nombreux du monde, après le peuple des Indes » ; ainsi, pour l'historiographie roumaine, Gètes serait le nom grec et Daces le nom latin des tribus vivant au nord de l'Hæmos et du Danube, appelés Géto-Daces, mais considérés comme différents des Thraces vivant au sud de l'Hæmos et du Danube ;
- Pline l'Ancien[6] a inauguré l'opinion « exclusive » selon laquelle il se serait agi de trois peuples paléo-balkaniques distincts : les historiens austro-germaniques, russes et bulgares considèrent que les Daces vivant au nord-ouest des Carpates, les Gètes vivant à l'est des Carpates et des Carpates méridionales à l'Hæmos, et les Thraces vivant entre l'Hæmos et la mer Égée, étaient de souches et de langues différentes.